# Katonai Biztonsági Hivatal
A Katonai Biztonsági Hivatal (KBH) Magyarország egyik katonai nemzetbiztonsági szolgálata  volt 1990 és 2012 között. Célja volt a Magyar Honvédség és a Honvédelmi Minisztérium ellen irányuló titkosszolgálati tevékenység elhárítása, információszerzés a honvédséget érintő szervezett bűnözésről. 1990. március 1-jével alapították. a rendszerváltás előtti Belügyminisztérium III/IV. Csoportfőnöksége utódszervezeteként. Katonai nemzetbiztonsági szolgálatként működését a honvédelmi miniszter felügyelte.
A KBH pontos hivatalos elnevezése 1990 és 1995 között Magyar Honvédség Katonai Biztonsági Hivatal volt, 1995-től pedig Magyar Köztársaság Katonai Biztonsági Hivatala.
A KBH központja Budapest XI. kerületében, a Kis-Gellért-hegy lábánál, a Schweidel utcában volt. Az épület napjainkban a Honvédelmi Minisztérium IV. telephelye.

## Elődszervezeteinek listája
A KBH elődszerveinek szervezete és elnevezése 1945-től számos változáson ment keresztül.
- 1945. március 12.–1947. február 14.: a Honvédelmi Minisztérium Katonapolitikai Osztálya;
- 1947. február 15.–1948. december 31.: HM Katonapolitikai Főcsoportfőnökség;
- 1949. január 1.–1950. február 1.: HM Katonai Elhárító Főcsoportfőnökség;
- 1950. február 2.–1953. július 21.: Államvédelmi Hatóság (II.) Elhárító Osztálya;
- 1953. július 22.–1956. október 28.: Belügyminisztérium III. Főosztálya;
- 1956. november 8.–december 21.: Katonai Elhárító törzs;
- 1956. december 22. –1957 közepe: HM II. Főosztálya (az átszervezés időpontja és jogszabálya nem ismert);
- 1957 második féléve–1962. augusztus 14.: BM II. Főosztály 1. osztálya;
- 1962. augusztus 15.–1990. február 14.: BM (III.) Állambiztonsági Főcsoportfőnökség Katonai Elhárító Csoportfőnöksége (III/IV.).

## Feladatköre
Feladatai a következők voltak:
- felderíti és elhárítja a honvédelemért felelős miniszter által vezetett minisztérium és a Magyar Honvédség ellen irányuló külföldi titkosszolgálati törekvéseket és tevékenységet;
- működési területén felderíti és elhárítja a Magyar Köztársaság alkotmányos rendjének törvénytelen eszközökkel történő megváltoztatására vagy megzavarására irányuló leplezett törekvéseket;
- a honvédelemért felelős miniszter által vezetett minisztérium és a Magyar Honvédség szervezeteinél felderíti és elhárítja a külföldi hatalmak, személyek vagy szervezetek terrorcselekmény elkövetésére irányuló törekvéseit;
- információkat gyűjt a honvédelemért felelős miniszter által vezetett minisztériumot és a Magyar Honvédséget veszélyeztető szervezett bűnözésről, ezen belül kiemelten a jogellenes kábítószer- és fegyverkereskedelemről;
- közreműködik a nemzetközileg ellenőrzött termékek és technológiák jogellenes forgalmának felderítésében, megelőzésében, megakadályozásában és legális forgalmának ellenőrzésében;
- közreműködik a haditechnikai eszközök és szolgáltatások jogellenes forgalmának felderítésében, megelőzésében, megakadályozásában és legális forgalmának ellenőrzésében;
- ellátja az illetékességi körébe tartozó, kijelölt kormányzati és katonai vezetési objektumok (intézmények) biztonsági védelmét;
- ellátja a hatáskörébe tartozó személyek nemzetbiztonsági védelmének, illetve ellenőrzésének feladatait;
- működési területén a nyomozás elrendeléséig végzi az állam elleni bűncselekmények (Btk. X. fejezet), az emberiség elleni bűncselekmények (Btk. XI. fejezet), a külföldre szökés (Btk. 343. §), a zendülés (Btk. 352. §) és a harckészültség veszélyeztetése (Btk. 363. §) bűncselekmények felderítését;
- működési területén felderíti a terrorcselekményt (Btk. 261. §);
- működési területén információkat szerez a nemzeti, etnikai, faji vagy vallási csoport tagja elleni erőszak (Btk. 174/B. §), az államtitoksértés (Btk. 221. §), a közveszélyokozás (Btk. 259. §), a nemzetközi jogi kötelezettség megszegése (Btk. 261/A. §), a légi jármű hatalomba kerítése (Btk. 262. §), a közösség elleni izgatás (Btk. 269. §), a rémhírterjesztés (Btk. 270. §), a közveszéllyel fenyegetés (Btk. 270/A. §), a haditechnikai termékkel és szolgáltatással, illetőleg kettős felhasználású termékkel visszaélés (Btk. 263/B. §) bűncselekményekre vonatkozóan, felderíti továbbá mindazon bűncselekményeket, amelyek veszélyeztetik a honvédelemért felelős miniszter által vezetett minisztérium és a Magyar Honvédség alkotmányos feladatainak végrehajtását;
- ellátja a honvédelemért felelős miniszter által vezetett minisztérium és a Magyar Honvédség szervezeteiben folytatott hadiipari kutatással, fejlesztéssel, gyártással és kereskedelemmel összefüggő nemzetbiztonsági feladatokat;
- a Nemzeti Biztonsági Felügyelet megkeresésére elvégzi a hatáskörébe tartozó iparbiztonsági ellenőrzéseket.

Alapadatok, a költségvetési törvények alapján:
|                          | 2006 | 2007 | 2008 |
| ------------------------ | ---- | ---- | ---- |
| költségvetés (millió Ft) | 2454 | 2537 | 2495 |
| létszám (fő)             | 287  | 241  | 244  |

2012-ben beolvasztották a Katonai Nemzetbiztonsági Szolgálatba.

## Főigazgatói
- Gubicza Jenő dandártábornok (1990. március 1. – 1990. szeptember 24.)
- Gyaraki Károly mérnök altábornagy (1990. szeptember 25. – 1994. július 31.)
- Stefán Géza vezérezredes (1997-től nyugállományban közalkalmazottként,[5] 1994. augusztus 1. – 2009 június 21.†)
- Kovácsics Ferenc altábornagy (2009. június 22. – 2010. június 5.[6])
- Domján László vezérőrnagy (2010. június 6. – 2011. november 30.)[7]

## További cikkek
- Magyarország nemzetbiztonsági szolgálatai
- Hajnik Pál-díj
- Katonai Felderítő Hivatal
- Katonai Nemzetbiztonsági Szolgálat
- Alkotmányvédelmi Hivatal
- Titkosszolgálat
- Nemzetbiztonsági érdek
- Információs Hivatal
- Nemzeti Védelmi Szolgálat
- Nemzetbiztonsági Szakszolgálat